# Чемпионат Европы по горному бегу и трейлу 2022
Чемпионат Европы по горному бегу и трейлу 2022 года прошёл с 1 по 3 июля в Эль-Пасо, городе на острове Пальма (Канарские острова, Испания). Были разыграны 20 комплектов наград: по 10 в индивидуальном и командном зачётах. Соревнования проходили среди взрослых спортсменов и юниоров до 20 лет (2003 года рождения и моложе).
Изначально очередной чемпионат Европы по горному бегу должен был пройти в 2020 году в португальском Синфайнше. Однако из-за пандемии COVID-19 и коронавирусных ограничений в Португалии соревнования сначала были перенесены на 2021 год, а затем и вовсе отменены. Следующее первенство состоялось только в 2022 году в Эль-Пасо в новом формате.
В 2018 году ИААФ, Всемирная ассоциация горного бега и Международная ассоциация трейлраннинга договорились о проведении объединённого чемпионата мира по горному бегу и трейлу. В 2021 году аналогичное решение приняла Европейская легкоатлетическая ассоциация для чемпионатов Европы. Первый турнир состоялся в Эль-Пасо. Соревнования прошли под новым названием Чемпионат Европы по бегу по бездорожью (англ. European Athletics Off-Road Running Championships), а программа расширилась с 8 до 20 дисциплин. Если раньше трассы с профилем «вверх» и «вверх-вниз» ежегодно чередовались, то теперь они стали проводиться в рамках одного первенства. Звания чемпионов Европы в трейле были разыграны впервые в истории.
Проведение чемпионата на острове Пальма также оказалось под угрозой отмены из-за извержения вулкана Кумбре-Вьеха, продолжавшегося с сентября по декабрь 2021 года. В его ходе было уничтожено более 3000 строений, а жители Эль-Пасо временно эвакуировались в более безопасные районы. Тем не менее, Европейская легкоатлетическая ассоциация в феврале 2022 года подтвердила, что чемпионат Европы состоится в запланированные сроки.
Соревнования прошли в рамках популярного трейлового забега Reventón. Участники чемпионата Европы соревновались на трассах, которые в эти же дни преодолевали спортсмены-любители. Старт всех забегов, кроме юниорских на дистанции с профилем «вверх», находился в центре Эль-Пасо (644 метра над уровнем моря). Трассы были проложены по склонам горы Бехенадо. Финиш забегов «вверх» располагался на высоте 1580 метров над уровнем моря. Участники трейлового забега преодолевали крутой подъём на вершину Ревентон, бежали по склонам вулкана Кумбре-Вьеха, а большую часть 47-километрового маршрута соревновались на территории национального парка Кальдера-де-Табурьенте.
На старт вышел 271 бегун из 24 стран Европы (113 мужчин, 90 женщин, 34 юниора и 34 юниорки). Каждая страна могла выставить до 4 человек в каждый из 10 забегов, сильнейшие сборные в командном первенстве определялись по сумме мест трёх лучших из них.
Многие участники воспользовались возможностью выступить в обеих дисциплинах горного бега: 64 из 207 спортсменов вышли на старт и на трассе «вверх», и на трассе «вверх-вниз». Мауде Матис из Швейцарии отметилась 100-процентным результатом в личном первенстве, выиграв оба забега. В первый день она была сильнейшей на дистанции «вверх», сравнявшись по количеству чемпионских титулов с Андреей Майр из Австрии — по 4. При этом Матис стала первой, кто выиграл турнир 4 раза подряд. Майр в Эль-Пасо финишировала на втором месте с 34-секундным отставанием. Спустя 2 дня швейцарская бегунья единолично стала самой титулованной спортсменкой в истории соревнований, завоевав золотую медаль на трассе с профилем «вверх-вниз». С учётом командного первенства, на счету Матис оказалось 3 золотые и 1 серебряная медаль.
В забегах юниорок до 20 лет аналогичного успеха достигла Ида Вальдаль из Норвегии, ставшая двукратной чемпионкой в личных видах. Среди мужчин 3 золота и 1 серебро завоевал итальянец Чезаре Маэстри. Он уступил французу Сильвену Кашару на трассе «вверх-вниз», но взял чемпионский титул в беге вверх и ещё 2 — в командном зачёте. Для сборной Италии эти командные победы стали 23-й и 24-й в истории чемпионатов Европы (из 27 возможных).
Первыми чемпионами Европы в трейле стали Максимильен Дрион дю Шапуа из Бельгии и Бландин Л’Ирондель из Франции. Победы были добыты в разном стиле. Бельгиец со старта отпустил лидеров (после 3,5 км был 16-м, после 12 км — 10-м), и лишь после середины дистанции стал сокращать отставание. На первое место он вышел только после 31,8 км, сначала вместе с испанцем Заидом Аит-Малеком, а затем с французом Арно Боненом. Решающее ускорение Дрион дю Шапуа сделал за 2 км до финиша, оторвавшись от Бонена на 54 секунды. Среди женщин преимущество Бландин Л’Ирондель было очевидным. Ближайшая соперница уступила француженке почти 7 минут.

## Расписание
| Дата        | Время | Забег                    |
| ----------- | ----- | ------------------------ |
| 1 июля 2022 | 09:00 | Юниоры. Вверх            |
| 1 июля 2022 | 09:30 | Юниорки. Вверх           |
| 1 июля 2022 | 10:05 | Мужчины. Вверх           |
| 1 июля 2022 | 10:30 | Женщины. Вверх           |
| 2 июля 2022 | 08:00 | Мужчины и женщины. Трейл |
| 3 июля 2022 | 08:30 | Мужчины. Вверх-вниз      |
| 3 июля 2022 | 08:45 | Юниоры. Вверх-вниз       |
| 3 июля 2022 | 10:30 | Женщины. Вверх-вниз      |
| 3 июля 2022 | 10:45 | Юниорки. Вверх-вниз      |

Время местное (UTC+1:00)

## Призёры
Курсивом выделены участники, чей результат не пошёл в зачёт команды

### Мужчины и юниоры
| Дисциплина                                             | Золото                                                                            | Золото   | Серебро                                                                          | Серебро  | Бронза                                                                           | Бронза   |
| ------------------------------------------------------ | --------------------------------------------------------------------------------- | -------- | -------------------------------------------------------------------------------- | -------- | -------------------------------------------------------------------------------- | -------- |
| Горный бег 8,9 км (вверх) перепад: +1000 м −70 м       | Чезаре Маэстри Италия                                                             | 44.48    | Доминик Ролли Швейцария                                                          | 45.19    | Даниэль Осанс Испания                                                            | 45.26    |
| Горный бег 8,9 км (вверх) (команды)                    | Италия · Чезаре Маэстри · Ханнес Перкман · Алекс Бальдаччини · Андреа Ростан      | 17 очков | Швейцария · Доминик Ролли · Йонас Сольдини · Йонатан Шмид · Даниэль Лустенбергер | 22 очка  | Испания · Даниэль Осанс · Микель Корбера · Мануэль Хименес · Диего Диас          | 35 очков |
| Горный бег 17,6 км (вверх-вниз) перепад: +860 м −860 м | Сильвен Кашар Франция                                                             | 1:06.02  | Чезаре Маэстри Италия                                                            | 1:06.42  | Доминик Ролли Швейцария                                                          | 1:07.41  |
| Горный бег 17,6 км (вверх-вниз) (команды)              | Италия · Чезаре Маэстри · Ксавье Шеврье · Альберто Вендер · Лука Мерли            | 16 очков | Швейцария · Доминик Ролли · Кристиан Матис · Даниэль Лустенбергер · Жереми Хунт  | 27 очков | Франция · Сильвен Кашар · Лоик Робер · Жюльен Ранкон · Реми Лоншам               | 41 очко  |
| Трейл 47,4 км перепад: +2560 м −2560 м                 | Максимильен Дрион дю Шапуа Бельгия                                                | 3:43.01  | Арно Бонен Франция                                                               | 3:43.55  | Томас Карден Франция                                                             | 3:45.42  |
| Трейл 47,4 км (команды)                                | Франция · Арно Бонен · Томас Карден · Кевин Вермёлен                              | 9 очков  | Италия · Андреа Рота · Мартин Дематтеис · Лука Каньяти · Риккардо Монтани        | 26 очков | Испания · Заид Аит-Малек · Маркос Рамос · Борха Фернандес · Ориоль Кардона       | 31 очко  |
| Юниоры 5,9 км (вверх) +790 м −10 м                     | Лукас Эрле Германия                                                               | 30.14    | Ян Торрелья Испания                                                              | 32.07    | Маркос Вильямуэра Испания                                                        | 32.23    |
| Юниоры 5,9 км (вверх) (команды)                        | Испания · Ян Торрелья · Маркос Вильямуэра · Альваро Осанс · Льеир Барконс         | 15 очков | Италия · Элиа Маттио · Давиде Курьони · Николо Моретто · Марко Каморани          | 24 очка  | Великобритания · Финлей Грант · Эдвард Корден · Чарли Оллмонд · Бенджамин О’Дауд | 25 очков |
| Юниоры 5,4 км (вверх-вниз) +310 м −310 м               | Элиа Маттио Италия                                                                | 21.45    | Маркос Вильямуэра Испания                                                        | 21.49    | Финлей Грант Великобритания                                                      | 21.53    |
| Юниоры 5,4 км (вверх-вниз) (команды)                   | Великобритания · Финлей Грант · Фрейзер Гилмур · Эдвард Корден · Бенджамин О’Дауд | 16 очков | Испания · Маркос Вильямуэра · Альваро Осанс · Фабиан Венеро · Ян Кастильо        | 18 очков | Франция · Анатоль Берту · Антонен Терон · Мелен Ле Палаб · Мариус Симоно         | 25 очков |

### Женщины и юниорки
| Дисциплина                                             | Золото                                                                    | Золото   | Серебро                                                                      | Серебро  | Бронза                                                                      | Бронза   |
| ------------------------------------------------------ | ------------------------------------------------------------------------- | -------- | ---------------------------------------------------------------------------- | -------- | --------------------------------------------------------------------------- | -------- |
| Горный бег 8,9 км (вверх) перепад: +1000 м −70 м       | Мауде Матис Швейцария                                                     | 51.41    | Андреа Майр Австрия                                                          | 52.15    | Кристель Деваль Франция                                                     | 52.32    |
| Горный бег 8,9 км (вверх) (команды)                    | Великобритания · Скаут Адкин · Кейт Эйвери · Кирсти Диксон · Холли Пейдж  | 26 очков | Швейцария · Мауде Матис · Наталья Гемперле · Элин Келлер · Мелани Маурер     | 35 очков | Италия · Глория Джудичи · Франческа Гельфи · Элиза Сортини · Алессия Скаини | 42 очка  |
| Горный бег 17,6 км (вверх-вниз) перепад: +860 м −860 м | Мауде Матис Швейцария                                                     | 1:17.30  | Моника Флоря Румыния                                                         | 1:18.38  | Скаут Адкин Великобритания                                                  | 1:19.35  |
| Горный бег 17,6 км (вверх-вниз) (команды)              | Швейцария · Мауде Матис · Наталья Гемперле · Флавия Штуц                  | 17 очков | Италия · Сара Боттарелли · Аличе Гаджи · Франческа Гельфи · Лоренца Беккария | 24 очка  | Великобритания · Скаут Адкин · Кейт Эйвери · Холли Пейдж · Ханна Расселл    | 31 очко  |
| Трейл 47,4 км перепад: +2560 м −2560 м                 | Бландин Л’Ирондель Франция                                                | 4:11.22  | Нурия Хиль Испания                                                           | 4:18.16  | Матильда Саньес Франция                                                     | 4:22.42  |
| Трейл 47,4 км (команды)                                | Франция · Бландин Л’Ирондель · Матильда Саньес · Одри Танги · Лор Парадан | 12 очков | Испания · Нурия Хиль · Анна Комет · Хулия Фонт · Моника Вивес                | 14 очков | Великобритания · Элинор Дэвис · Шэрон Тэйлор · Никола Джексон               | 28 очков |
| Юниорки 5,9 км (вверх) +790 м −10 м                    | Ида Вальдаль Норвегия                                                     | 37.02    | Аксель Викари Италия                                                         | 37.30    | Шарлотт Роустрон Великобритания                                             | 38.57    |
| Юниорки 5,9 км (вверх) (команды)                       | Италия · Аксель Викари · Эмили Вучемилло · Матильде Бонино                | 11 очков | Великобритания · Шарлотт Роустрон · Иви Уитакер · Айла Хедли · Луиза Браун   | 17 очков | Испания · Бланка Батлье · Мартина Хонфаус · Химена Бланко                   | 39 очков |
| Юниорки 5,4 км (вверх-вниз) +310 м −310 м              | Ида Вальдаль Норвегия                                                     | 24.37    | Иви Уитакер Великобритания                                                   | 25.33    | Аксель Викари Италия                                                        | 25.39    |
| Юниорки 5,4 км (вверх-вниз) (команды)                  | Франция · Нели Клеман · Полин Троселье · Лили Бек · Фанни Сапе            | 17 очков | Великобритания · Иви Уитакер · Джорджия Белл · Амели Лейн · Айла Хедли       | 21 очко  | Италия · Аксель Викари · Анна Хофер · Луна Джованетти · Матильде Багнус     | 24 очка  |

## Медальный зачёт
Медали завоевали представители 10 стран-участниц.
 Принимающая страна
| Место | Страна         | Золото | Серебро | Бронза | Всего |
| ----- | -------------- | ------ | ------- | ------ | ----- |
| 1     | Италия         | 5      | 5       | 3      | 13    |
| 2     | Франция        | 5      | 1       | 5      | 11    |
| 3     | Швейцария      | 3      | 4       | 1      | 8     |
| 4     | Великобритания | 2      | 3       | 6      | 11    |
| 5     | Норвегия       | 2      | 0       | 0      | 2     |
| 6     | Испания        | 1      | 5       | 5      | 11    |
| 7     | Бельгия        | 1      | 0       | 0      | 1     |
| 7     | Германия       | 1      | 0       | 0      | 1     |
| 9     | Австрия        | 0      | 1       | 0      | 1     |
| 9     | Румыния        | 0      | 1       | 0      | 1     |
| Всего | Всего          | 20     | 20      | 20     | 60    |